# بني عامر (رماح)
بني عامر، هي قرية من فئة (أ) تقع في محافظة رماح، والتابعة لمنطقة الرياض في السعودية. وتبعد بني عامر عن محافظة رماح بمسافة تقارب () كم.